# Arvieux
 Arvieux  es una comuna y población de Francia, en la región de Provenza-Alpes-Costa Azul, departamento de Altos Alpes, en el distrito de Briançon y cantón de Aiguilles.
Está integrada en la Communauté de communes du Queyras-l'Escarton du Queyras .

## Demografía
| 413 | 412 | 324 | 351 | 338 | 355 |
| Para los censos de 1962 a 1999 la población legal corresponde a la población sin duplicidades (Fuente: INSEE [Consultar]) |     |     |     |     |     |